# Molophilus fuscopleuralis
Molophilus fuscopleuralis är en tvåvingeart som beskrevs av Alexander 1927. Molophilus fuscopleuralis ingår i släktet Molophilus och familjen småharkrankar. Inga underarter finns listade i Catalogue of Life.